# NGC 4234
NGC 4234 é uma galáxia espiral barrada (SBm) localizada na direcção da constelação de Virgo. Possui uma declinação de +03° 41' 00" e uma ascensão recta de 12 horas, 17 minutos e 09,1 segundos.
A galáxia NGC 4234 foi descoberta em 7 de Abril de 1828 por John Herschel.